# Dwór w Ulloa
Dwór w Ulloa (hiszp. Los pazos de Ulloa) – hiszpańska powieść naturalistyczna autorstwa Emilii Pardo Bazán wydana w roku 1886.

## Osoby występujące w powieści
- Julian Álvarez - ksiądz, który przyjeżdża do dworu w Ulloa.
- Don Pedro Moscoso - markiz na dworze w Ulloa, mimo że tak naprawdę nim nie jest, ponieważ jego tytuł został sprzedany, wciąż sprawia wrażenie ważnego pana. Don Pedro spędza większość czasu na polowaniu, nie interesując się sprawami dworu.
- Primitivo - przebiegły rządca dworu, kontroluje wszystkie interesy markiza, wielokrotnie wykorzystując go finansowo, ojciec Sabel.
- Sabel - pracuje jako służąca na dworze w Ulloa, kochanka markiza, z którym ma nieślubnego syna o imieniu Perucho.
- Marcelina (Nucha) - jedna z kuzynek markiza, później żona.

## Czas i miejsce akcji
Akcja powieści rozgrywa się w drugiej połowie XIX wieku na dworze w Ulloa, posiadłości znajdującej się na wiejskim obszarze Galicji, należącej do rodu Moscoso. Kolejnymi miejscowościami, w których dzieje się akcja utworu są: Santiago de Compostela, miasto, z którego pochodzi kapłan i kuzynki markiza oraz Cebre, mała wioska niedaleko dworu.

## Treść utworu
Powieść zaczyna się przyjazdem księdza Juliana do dworu w Ulloa. Julian po przyjeździe do dworu jest przerażony i zgorszony tym co zastał, bowiem stan dworu jak i zachowanie jego mieszkańców pozostawia wiele do życzenia. Doskonałym przykładem może być archiwum, w którym były przechowywane od lat ważne dokumenty i księgi należące do właścicieli dworu, panuje tam nieład, bałagan, pleśń i wilgoć.
Julian dostrzega wiele negatywnych cech i zachowań u mieszkańców dworu jednak postanawia zapoznać się dobrze z miejscem i przyzwyczaić do tamtejszego stylu życia. Jednak zachowaniem na które nie może przystać jest rozpijanie i zaniedbywanie Perucha. Ta i inne trudne sytuacje sprawiają, że młody ksiądz zaczyna wątpić czy jest w stanie pomóc dworowi i zaczyna czuć się tam jak piąte koło u wozu.
Julian wraz z markizem postanawiają opuścić na jakiś czas Ulloa i wyruszają w podróż do Santiago de Compostela - rodzinnego miasta księdza. Osiedlają się tam w domu kuzynek don Pedra. Don Pedro zauważając młode panny od razu wpadł na pomysł poślubienia jednej z nich. Jako pierwsza w oko wpadła mu najstarsza z córek - Rita. Zaczął jednak zauważać, że jest ona kokietką i nieustannie potrzebuje być adorowana przez innych mężczyzn przez co uznał, że nie mógłby jej ufać jako żonie. Na pomoc markizowi przyszedł Julian. Ksiądz uznał, iż najlepszą kandydatką na żonę dla don Pedra byłaby Nucha, wybrałby ją ze względu na jej dobry charakter i pobożne maniery. Markiz posłuchał jego rady i długo nie czekając poprosił don Manuela (ojca dziewcząt) o rękę córki. Niedługo później odbył się ich ślub.
Don Pedro wysyła Juliana z powrotem do dworu w Ulloa, aby przygotował wszystko i wszystkich na przyjazd jego i jego nowo poślubionej małżonki.
Krótko później don Pedro zmęczony życiem w mieście i rozdrażniony mieszkaniem z teściem postanawia wrócić do dworu w Ulloa. Zaraz po powrocie dowiaduje się od Nuchy, że zostanie ojcem, co go bardzo ucieszyło, gdyż w końcu miał szansę na prawowitego spadkobierce dworu.
Niestety wbrew oczekiwaniom don Pedra, na świat przyszła dziewczynka. Po długim i wyczerpującym porodzie, rekonwalescencja dziewczyny trwała bardzo długo. W tym czasie don Pedro wrócił do dawnego życia, polując i odwiedzając pobliskie miasteczka. Nuchą zostawioną sama sobie po porodzie zaczął opiekować się ksiądz, pomagając jej dojść do pełni sił i zajmując się jej nowo narodzoną córeczką. Niedługo później okazuje się, że markiz wrócił nie tylko do polowań, ale także do romansu ze służącą. Julian dowiadując się o tym, ponownie myśli o opuszczeniu dworu, jednak szybko rezygnuje z tego pomysłu na myśl o zostawienie Nuchy samej w miejscu, gdzie nikt poza nim się nią nie interesuje. 
Z biegiem czasu mały Perucho zaczął interesować się nowo narodzoną dziewczynką, szybko łapiąc z nią dobry kontakt. Krótko później Nucha zaczyna zauważać duże podobieństwo między dziećmi i dowiaduje się, iż Perucho jest nieślubnym dzieckiem jej męża i Sabel. Dziewczyna wpada w panikę i każe wyrzucić służącą i jej dziecko z dworu.
Dwór zaczyna żyć zbliżającymi się wyborami, w których ma kandydować także don Pedro. W miasteczku zaczynają się plotki o jego bękarcim dziecku i o romansie Nuchy i Juliana. Markiz przegrywa wybory.
Ksiądz odkrywa na rękach młodej matki ślady pobicia i od razu wie, że ich sprawcą jest don Pedro. Nucha przychodzi do kaplicy, gdzie prosi księdza o pomoc w ucieczce. Kobieta schorowana i zmęczona sytuacją w domu postanawia zabrać córeczkę i wrócić do domu swojego ojca. O zaistniałej sytuacji dowiaduje się markiz, który myśląc, że ksiądz i Nucha mają romans wszczyna ogromną awanturę.
Julian po zaistniałej kłótni wyjeżdża czym prędzej z dworu, a pół roku później dostaje zawiadomienie o śmierci Nuchy. Kiedy po dziesięciu latach wraca i odwiedza grób dziewczyny, jest świadkiem spotkania Perucha i jego przyrodniej, już jedynastoletniej siostry. Ksiądz zauważa i dziwi się, że chłopiec jest bardzo dobrze ubrany, w przeciwieństwie do tego jak widział go ubranego w przeszłości. Natomiast dziewczynka ubrana była w podniszczoną sukienkę i tak zepsute buciki, że można było uznać, iż chodziła praktycznie na boso.

## Konstrukcja utworu
Powieść składa się z 30 rozdziałów, które można podzielić na pięć części ze względu na treść utworu. Na pierwszą część składa się przyjazd Juliana na dwór w Ulloa  oraz opis dworu i jego mieszkańców. Drugą jest wyjazd księdza i markiza do Santiago de Compostela (poszukiwanie przyszłej małżonki przez markiza a następnie ich ślub), trzecią zaś stanowi ich powrót (poród i rekonwalescencja Nuchy). Ostatnią, zamykającą utwór częścią jest powrót Juliana do dworu w Ulloa kiedy dowiaduje się o śmierci dziewczyny. Powrót księdza w piątej części stanowi klamrę kompozycyjną całego utworu.

## Rodzaj literacki
Dwór w Ulloa jest pierwszą hiszpańską powieścią naturalistyczną. Głównym tematem powieści naturalistycznej jest życie codzienne społeczeństwa, które pokazane w sposób bardzo realistyczny, podkreśla problemy i nierówności występujące w społeczeństwie, cechuje się szczegółowością opisu. Powieść naturalistyczna charakteryzuje się między innymi wulgarnym słownictwem i gwarą, a także wprowadzeniem bohaterów z niższych warstw społecznych (np. Sabel - służąca na dworze w Ulloa). Co więcej zachowania ludzkie w naturaliźmie są tłumaczone pierwotnymi instynktami i determinizmem biologicznym.
Obszerne i szczegółowe opisy miejsc i postaci, charakterystyczne dla tego gatunku literackiego, pozwalają na dokładne zapoznanie się z dworem w Ulloa i jego mieszkańcami. Natomiast rozmowy między bohaterami dostarczają nowych, ważnych informacji, wprowadzają w akcję i tworzą tło historyczne.
Najważniejszymi tematami powieści Emilli Padro Bazán są między innymi: życie na wsi, różnice społeczne i kacykizm.

## Kontekst historyczny
Akcja powieści rozgrywa się w drugiej połowie XIX wieku. Oznacza to, że czas ten pokrywa się z okresem życia autorki (1851-1921), dzięki czemu była w stanie wiernie odwzorować realia tamtych czasów w myśl zasadzie „Obserwować i maksymalnie wiernie opisywać”, której była wierna. Najważniejszym wydarzeniem historycznym w Hiszpanii, który miał wpływ na wydźwięk utworu stała się rewolucja z 1868 roku i jej skutki. Rewolucja polegała na zrywie przeciwko monarchii, a w jej wyniku została obalona królowa Izabela II.

## Odbiór i znaczenie dla literatury hiszpańskiej
Powieść Dwór w Ulloa ma ogromne znaczenie dla kultury i literatury hiszpańskiej. Uznana bowiem została za pierwszą hiszpańską powieść naturalistyczną, co spowodowało wprowadzenie na Półwyspie Iberyjskim nowego rodzaju literackiego. Dlatego też, uważana jest za najlepsze i najważniejsze dzieło Emilii Pardo Bazán.

## Ekranizacje
Prawie sto lat po opublikowaniu powieści, w roku 1985, ukazała się ekranizacja utworu w formie serialu w reżyserii Gonzalo Suáreza.